# Преальбумины
Преальбумин
Перед фракцией альбуминов при использовании метода радиальной иммунодиффузии обнаруживается белок, образующий дугу преципитации, и получивший название преальбумин. Этот богатый триптофаном белок (ММ 60 кД) с периодом полужизни 1,9 сут синтезируется в печени и выполняет в основном транспортную функцию. В крови он циркулирует в очень прочном комплексе с ретинолсвязывающим белком, препятствует его выходу из кровеносного русла и ответственен за перенос ретинола в ткани. Имеются данные об участии преальбумина в транспорте тироксина и трийодтиронина (10‑20% всего количества гормонов).
Нормальные величины
Сыворотка	0,18‑0,38 г/л
Спинно-мозговая жидкость	0,012-0,05 г/л
Клинико‑диагностическое значение
Количество белка отражает функциональное состояние печени. Снижение уровня происходит при заболеваниях печени, особенно при остром вирусном гепатите, при хроническом гепатите, злокачественных новообразованиях с метастазом в печень.
Преальбумин является более ранним индикатором заболеваний, чем альбумин.